# Kolohousenka
Kolohousenka (вимова «Ко́логоусенка»; від чеськ. kolo та housenka — «колесо» та «гусениця» відповідно) — серія чехословацьких колісно-гусеничних легких танків, які були розроблені заводами Skoda, ČKD і Tatra.

## Історія створення
У 1923 році Чехословаччина придбала креслення у німецького конструктора Йозефа Фолльмера, який поєднав у своїй системі колісні та гусеничні шасі. Колісні шасі могли опускатися і підійматися, що повинно гарантувати оптимальні характеристики автомобіля при русі по дорозі та бездоріжжю. Траки пішли від трактора Hanomag WD-50. Машині знадобилося близько 15 хвилин, щоб перейти з колісного приводу на гусеничний. 
Права на виробництво придбали три компанії, і незабаром були випущені перші два прототипи серії «Kolohousenka» під позначенням КН-50. Машини спочатку замислювалися як самохідні гармати, але випробування не виявилися задовільними. Невдовзі у прототипів виникли несправності, тому вони були модифіковані й оснащені обертовою баштою з 37-мм гарматою. Пізніше був розроблений новий варіант з двома великокаліберними кулеметами, який отримав чехословацьку армію під позначенням KH-60. Ці машини також експортувалися в Радянський Союз та Італію. Також були плани оснастити машину 75-мм гарматою. Останньою версією була KH-70, оснащена 47-мм скорострільною гарматою..

## KH-50
Було виготовлено два прототипи KH-50. Конструкція була частково заснована на французькому Renault FT-17, який на той час використовувався в чехословацькій армії. Головна підвіска була комбінацією двох різних підвісок, одна для коліс, які можна було налаштувати вище або нижче, інша була гусеничною підвіскою від WD-50PS. Підвіска WD-50 також була трохи змінена, зроблено прозір для підвіски, а двигун перенесено в задню частину. Вони були ретельно випробувані Військово-технічним інститутом, але результати не були задовільними. Перемикання між колесом і гусеницею займало близько п'ятнадцяти хвилин. Ця зміна проводилась вручну.
Один танк мав багато технічних недоліків і швидко виходив з ладу, тому був знищений. Друга машина була дещо модифікована та отримала 37-мм гармату, встановлену в циліндричній башті.

## KH-60
Решта KH-50 була переобладнана в 1927 році. Вежа була замінена на конічну вежу, в яку встановили два кулемети vz. 24. У проєкті також передбачалося встановлення 47-мм гармати Vickers, що стало основною причиною переробки вежі. Однак ВТУ конструкцію визнали застарілою і не запустили у виробництво. У 1930 році танк отримав позначення KH-60. Він служив в армії п'ять років (1925-1930) як навчальна машина з реєстраційним номером 13362. Після цього його поставили як пам'ятник у військовій школі у Вишкові. У 1939 році його вивезли на збірний пункт трофейної техніки німецькі загарбники. Два танки були продані в Радянський Союз.

## KH-70
Як і KH-60, танк мав конічну башту, але корпус був трохи змінений. Довжина зросла до 5,4 метра. Він мав покращену систему перемикання між колесом і гусеницею. Це скоротило час перемикання з п'ятнадцяти до десяти хвилин. Маса зросла до 9,3 тонни. У 1930 році ČKD продала машину до Італії.

## Подальший розвиток
Негативні результати випробувань серії «Kolohousenka» не призвели до відмови від гусеничної колісної машини. Експерименти з колісно-гусеничною технікою тривали там до середини 1930-х років; був навіть план створення важкого танку прориву, але зрештою проєкт закрили.